# Gyburg
Gyburg ist ein weiblicher Vorname.

## Namensträgerinnen
- Gyburg Uhlmann (* 1975), deutsche Philologin, Leibnizpreis 2006

## Fiktive Personen
- Gyburc, weibliche Hauptfigur in Wolfram von Eschenbachs mittelalterlichem Epos Willehalm (1217)